# Sándor Rónai
Sándor Rónai (6. října 1892 Miskolc – 28. září 1965 Budapešť) byl maďarský politik, nejprve sociálnědemokratické, posléze komunistické orientace. V letech 1950–1952 byl prezidentem Maďarska (funkce se tehdy nazývala předseda Prezidiální rady Maďarské lidové republiky). Poté byl dlouhá léta (1952–1963) předsedou parlamentu.
Původním povoláním byl stavební dělník. Ještě jako učeň byl zvolen tajemníkem místní skupiny Maďarského národního svazu stavebních dělníků (MÉMOSZ) a roku 1910 vstoupil do Maďarské sociálnědemokratické strany (Magyarországi Szociáldemokrata Párt). Za Maďarské republiky rad byl členem dělnické rady v Miskolci. Od roku 1922 byl tajemníkem strany tamtéž. V dubnu 1941 byl povolán k tzv. pracovní službě a zařazen do trestní eskadry, ale sociálně demokratické straně se ho po pěti týdnech podařilo vyreklamovat. Počátkem dubna 1944 byl zatčen a odvezen do internačního tábora Nagykanizsa, kde pracoval v táborové kanceláři. Na konci července 1944 byl propuštěn, byť zůstal pod policejním dohledem. Když moc v Maďarsku uchopila Strana Šípových křížů, byl znovu zatčen. Podařilo se mu však utéct a zůstal v ilegalitě až do příjezdu sovětských vojsk do Sziráku, kde se skrýval. Po druhé světové válce se stal poslancem parlamentu (byl jím až do konce života), šéfredaktorem sociálnědemokratického deníku Népszava, ministrem zásobování (1945), ministrem obchodu a družstev (1945–1949) a ministrem zahraničního obchodu (1949–1950). V roce 1948 patřil k hlavním iniciátorům vytlačení pravice ze sociální demokracie a sloučení s komunistickou stranou do Maďarské strany pracujících. Za odměnu byl 8. května 1950 (po zatčení Árpáda Szakasitse) zvolen prezidentem a v srpnu 1952 předsedou parlamentu. V letech 1948 až 1956 byl s krátkým přerušením členem ústředního výboru Maďarské strany pracujících a poté, po potlačení revoluce v roce 1956, prosovětské dělnicko-rolnické vlády a členem ÚV a politbyra nově založené Maďarské socialistické dělnické strany. Tím byl až do konce života. V dubna 1960 se stal předsedou Společnosti maďarsko-sovětského přátelství.
Jeho bratr Rudolf Rónai byl v letech 1963–1967 náměstkem ministra dopravy a pošt a poté velvyslancem v Helsinkách.